# Dicksonpokalen

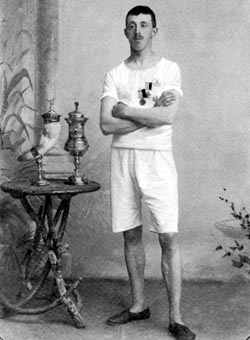
Patrik Löfgren med Dicksonpokalen

Dicksonpokalen, trofé i löpning 1 engelsk mil och senare 1 500 meter, uppsatt av hovstallmästare James F. Dickson i Göteborg. Redan 1887 till "andra allmänna idrottsfesten" i Göteborg skänkte Dickson en pokal, som dock aldrig utdelades.
Denna "första" Dicksonpokal skulle erövras två år efter varandra, minst tre tävlande måste ställa upp och vinnaren använda högst fem minuter. Till följd av dåligt väder deltog emellertid (den 4 september) endast två man, och vinnaren, H. Lönnroth, använde i den blöta leran på Exercisheden 6 minuter och 2 sekunder.
Dickson ställde upp en ny pokal till Internationella gymnastik- och idrottsfesten i Stockholm 1891. Den skulle vinnas tre gånger av medlem i samma klubb för att bli klubbens egendom. Idrottsfesten hölls i maj 1891 på Svea Livgardes idrottsplats, och i pokaltävlingen, som gick på den backiga landsvägen runt Gustaf Adolfskyrkan, deltog 18 svenskar, tre norrmän, två finnar och en engelsman. Finalen vanns av norrmannen Hans Haugom (Idrettsklubben Tjalve, Oslo) med A. Risberg, Göteborg, på andra plats.
En ny tävling om pokalen arrangerades redan samma höst och vanns åter av Haugom, men de tre följande åren vann Patrik Löfgren, AIK, varigenom pokalen 1894 för alltid gick till AIK.
En tredje pokal ställdes upp 1895 och denna blev ständigt vandrande. Dessutom bestämdes att tävlingen skulle anordnas varje år vid en större idrottsfest och vara öppen för löpare från de nordiska länderna. Segraren skulle erhålla en guldmedalj samt för ett år framåt förvalta det porträtt över segrarna, i vilket han var skyldig att sätta in sitt eget fotografi.
Fr. o. m. 1906 tillämpades bestämmelsen, att vinnarens förening skulle ha förhandsrätt att arrangera nästa års tävling.
Tävlingen om Dicksonpokalen tillhörde friidrottssäsongens största evenemang fram till omkring 1920, då intresset för loppet började minskas. Pokalen överflyttades 1929 av Svenska Idrottsförbundet till SM-tävlingarna, där den utdelades till segraren på 1 500 m. Förbundet beslöt 1939 att pokalen efter 1945 ej mer skulle uppställas till tävling utan överflyttas till idrottsmuseum. Man fortsatte dock från 1946 att utdela pokalen på en engelsk mil. 
Från 1967 har pokalen delats ut i samband med DN-galan, först på en engelsk mil och sedan (från och med 1981) på 1 500 m.
Dicksonpokalen bidrog under många år i hög grad till att stimulera intresset för medeldistanslöpning i Sverige.
År 1921 bildades Dickson-Klubben, i vilken de tre främsta pristagarna i tävlingen om pokalen är självskrivna medlemmar. Segraralbumet förvaras sedan 1929 av klubben.

## Vinnare av Dicksonpokalen
| - 1895 Oscar Johansson "Vårblomman" 4:55.4 mile - 1896 Patrik Löfgren AIK 4:44.8 mile - 1897 Axel Valdemar Hansen Danmark 5:01.0 mile - 1898 Poul Harboe-Christensen Danmark 4:54.4 mile - 1899 Christian Christensen Danmark 4:50.8 mile - 1900 Christian Christensen Danmark 4:44.6 mile - 1901 Kristian Hellström IK Sleipner 4:42.2 mile - 1902 Kristian Hellström Sleipner 4:42.2 mile - 1903 Kristian Hellström Sleipner 4:31.8 mile - 1904 Kristian Hellström Sleipner 4:40.4 mile - 1905 Edvard Dahl Sundbyberg 4:52.8 mile - 1906 Edvard Dahl Sundbyberg 4:34.6 mile - 1907 John Svanberg Fredrikshof IF 4:31.2 mile - 1908 Anton Nilsson Fredrikshof 4:37.6 mile - 1909 Ernst Wide IK Göta 4:33.2 mile - 1910 Ernst Wide IK Göta 4:21.6 mile - 1911 Ernst Wide IK Göta 4:34.7 mile - 1912 Ernst Wide IK Göta 4:26.8 mile - 1913 Ernst Wide IK Göta 4:25.4 mile - 1914 Ernst Wide IK Göta 4:36.3 mile - 1915 John Zander Mariebergs IK 4:27.7 mile - 1916 John Zander Marieberg 4:22.3 mile - 1917 John Zander Marieberg 4:18.6 mile - 1918 John Zander Marieberg 4:16.8 mile - 1919 Sven Lundgren IK Göta 4:22.8 mile - 1920 Sven Lundgren IK Göta 4:25.4 mile - 1921 Paavo Nurmi Finland 4:13.9 mile - 1922 Sven Lundgren IK Göta 4:24.2 mile - 1923 Edvin Wide IF Linnéa 4:25.0 mile - 1924 Edvin Wide IF Linnéa 4:25.8 mile - 1925 Folke Eriksson MP 4:25.2 mile - 1926 Gunnar Sjögren Sundsvall 4:15.9 mile - 1927 Nils Eklöf Finspång 4:22.2 mile - 1928 Arthur Svensson Finspång 4:24.7 mile - 1929 Bror Öhrn Borås 4:00.4 1500 - 1930 K-G Dahlström IK Göta 4:07.6 1500 - 1931 Eric Ny IK Mode 3:58.8 1500 - 1932 Alfons Holmgren IF Elfsborg 4:04.2 1500 - 1933 Alfons Holmgren IF Elfsborg 3:58.2 1500 - 1934 Olle Pettersson Ymer Borås 3:57.0 1500 - 1935 Lennart Nilsson Örgryte IS 3:59.8 1500 - 1936 Henry Jonsson SoIK Hellas 3:57.0 1500 | - 1937 Lennart Nilsson Örgryte 3:54.2 1500 - 1938 Åke Jansson Brandkårens IK 3:53.0 1500 - 1939 Åke Jansson Brandkåren 3:55.6 1500 - 1940 Henry Kälarne Brandkårens IK 3:52.4 1500 - 1941 Gunder Hägg Gefle IF 3:47.6 1500 - 1942 Åke Spångert Brandkårens IK 3:50.6 1500 - 1943 Arne Andersson SoIK Hellas 3:50.4 1500 - 1944 Arne Andersson Hellas 3:49.6 1500 - 1945 Lennart Strand Malmö 3:47.6 1500 - 1946 Lennart Strand Malmö 4:06.6 mile - 1947 Lennart Strand Malmö 4:07.0 mile - 1948 Willem Slijkhuis Nederländerna 4:09.4 mile - 1949 Olle Åberg Gefle IF 4:05.4 mile - 1950 Lennart Strand Malmö 4:07.2 mile - 1951 Olle Åberg Gefle IF 4:08.8 mile - 1952 Gaston Reiff Belgien 4:03.4 mile - 1953 Wes Santee USA 4:06.6 mile - 1954 Ingvar Ericsson Brandkåren 4:09.8 mile - 1955 Fred Dwyer USA 4:07.8 mile - 1956 Ingvar Ericsson Brandkåren 4:14.6 mile - 1957 Dan Waern Örgryte 4:01.1 mile - 1958 Herb Elliot Australien 3:58.0 mile - 1959 Dan Waern Örgryte 3:59.2 mile - 1960 Laszlo Tabori Ungern 4:06.4 mile - 1961 Dan Waern Örgryte 3:58.9 mile - 1962 Tommy Holmestrand IFK Lidingö 4:06.6 mile - 1963 Jörg Balke Västtyskland 4:11.4 mile - 1964 Karl-Uno Olofsson Umeå 4:02.6 mile - 1965 Jozef Odlozi Tjeckoslovakien 3:58.7 mile - 1966 Sven-Olof Larsson Sundsvall 4:07.1 mile - 1967 André de Hertoghe Belgien 3:57.3 mile - 1968 Bodo Tümmler Västtyskland 3:54.7 mile - 1969 Bodo Tümmler Västtyskland 3:58.8 mile - 1970 Henryk Szordykowski Polen 4:02.3 mile - 1971 Kipchoge Keino Kenya 3:54.4 mile - 1972 Brendan Foster Storbritannien 3:57.2 mile - 1973 Ben Jipcho Kenya 3:52.17 mile - 1974 Filbert Bayi Tanzania 3:54.10 mile - 1975 John Walker Nya Zeeland 3:52.24 mile - 1976 John Walker Nya Zeeland 3:53.07 mile - 1977 Jozef Plachý Tjeckoslovakien 3:54.68 mile - 1978 Thomas Wessinghage Västtyskland 3:52.50 mile | - 1979 Steve Scott USA 3:55.96 mile - 1980 Steve Scott USA 3:53.59 mile - 1981 Sebastian Coe Storbritannien 3:31.95 1500 - 1982 Sydney Maree USA 3:32.89 1500 - 1983 Jim Spivey USA 3:36.94 1500 - 1984 Steve Ovett Storbritannien 3:35.65 1500 - 1985 Steve Scott USA 3:37.30 1500 - 1986 Michael Hillardt Australien 3:34.51 1500 - 1987 Abdi Bile Somalia 3:35.77 1500 - 1988 Said Aouita Marocko 3:35.70 1500 - 1989 Said Aouita Marocko 3:34.59 1500 - 1990 Joe Falcon USA 3:35.52 1500 - 1991 Noureddine Morceli Algeriet 3:31.01 1500 - 1992 Rachid El Basir Marocko 3:36.21 1500 - 1993 Noureddine Morceli Algeriet 3:31.83 1500 - 1994 Noureddine Morceli Algeriet 3:34.09 1500 - 1995 Ingen tävling - 1996 Hicham El Guerrouj Marocko 3:29.59 1500 - 1997 Hicham El Guerrouj Marocko 3:29.30 1500 - 1998 John Kibowen Kenya 3:51.32 mile - 1999 Noah Ngeny Kenya 4:50.08 2000 - 2000 Andrés Manuel Díaz Spanien 3:32.75 1500 - 2001 José Antonio Redolat Spanien 3:31.21 1500 - 2002 Bernard Lagat Kenya 3:31.38 1500 - 2003 Bernard Lagat Kenya 3:32.99 1500 - 2004 Mulugeta Wendimu Etiopien 3:32.39 1500 - 2005 Ivan Heshko Ukraina 3:33.18 1500 - 2006 Kenenisa Bekele Etiopien 3:33.08 1500 - 2007 Belal Mansoor Ali Bahrain 2:15.88 1000 - 2008 Abubaker Kaki Khamis Sudan 2:13.93 1000 - 2009 Belal Mansoor Ali Bahrain 2:16.55 1000 - 2010 Nancy Langat Kenya 4:00.70 1500 - 2011 Silas Kiplagat Kenya 3:33.94 1500 - 2012 Maryam Yusuf Jamal Bahrain 4:01.19 1500 - 2013 Ayanleh Souleiman Djibouti 3:33.59 1500 - 2014 Jennifer Simpson USA 4:00.38 1500 - 2015 Ayanleh Souleiman Djibouti 3.33,33, 1 500 m - 2016 Angelika Cichocka Polen 4.03,25, 1 500 m - 2017 Timothy Cheruiyot Kenya 3.30,77, 1 500 m - 2018 Gudaf Tsegay Etiopien 3.57,64, 1 500 m - 2019 Timothy Cheruiyot Kenya 3.35,79, 1 500 m |